# Borodulino
Borodulino (en rus: Бородулино) és un poble (possiólok) del krai de Perm, a Rússia, que en el cens del 2010 tenia 1.068 habitants. Hi ha 22 carrers.